# Новое партнёрство для развития Африки
Новое партнерство для развития Африки (НЕПАД) — программа экономического развития Африканского Союза. НЕПАД было принято на 37-й сессии Ассамблеи глав государств и правительств в июле 2001 года в Лусаке, Замбия. Целью создания партнёрства было обеспечить всеобъемлющее видение и политические рамки для ускорения экономического сотрудничества и интеграции между африканскими странами.

## Происхождение и функции
НЕПАД — это объединение двух планов экономического возрождения Африки: Программы Тысячелетия по партнерству ради африканского восстановления (англ. The Millennium Partnership for the African Recovery Programme — MAP) и Плана Омега. На саммите в Сурте, Ливия, в марте 2001 года Организация африканского единства (ОАЕ) согласилась с тем, что план «МАР» и план «Омега» должны быть объединены.
Экономическая Комиссия ООН для Африки (ЭКА ООН) разработала «договор о восстановлении Африки» на основе обоих планов и резолюций по Африке, принятых на Саммите Тысячелетия ООН в сентябре 2000 года, и представила объединенный документ конференции министров финансов и министров развития и планирования африканских стран в Алжире в мае 2001 года.
В июле 2001 года Ассамблея глав государств и правительств ОАЕ, собравшаяся в Лусаке, Замбия, приняла этот документ под названием «Новая Африканская Инициатива» (НАИ). Лидеры стран «Большой восьмерки» одобрили этот план 20 июля 2001 года, а другие международные партнеры по развитию, включая Европейский Союз, Китай и Японию, также выступили с публичными заявлениями в поддержку программы. 23 октября 2001 года Комитет по выполнению решений глав государств и правительств (The Heads of State and Government Implementation Committee — HSGIC) завершил разработку основ политики и назвал его новым партнерством в интересах развития Африки. НЕПАД стало программой Африканского Союза (АС), пришедшей на смену ОАЕ в 2002 году.
Четыре основные цели НЕПАД заключались в искоренении нищеты, содействии устойчивому росту и развитию, интеграции Африки в мировую экономику и ускорении расширения прав и возможностей женщин. В его основе лежали основополагающие принципы приверженности благому управлению, демократии, правам человека и урегулированию конфликтов; и признание того, что соблюдение этих стандартов имеет основополагающее значение для создания условий, благоприятствующих инвестициям и долгосрочному экономическому росту. НЕПАД стремился привлечь более значительные инвестиции, потоки капитала и финансирование, обеспечивая африканскую основу для развития в качестве основы для партнерства на региональном и международном уровнях.
В июле 2002 года саммит АС в Дурбане дополнил НЕПАД декларацией о демократии, политическом, экономическом и корпоративном управлении. Согласно декларации, государства-участники НЕПАД «верят в справедливое, честное и подотчетное правительство и честность в общественной жизни». Соответственно, они «обязуются работать с обновленной решимостью для обеспечения верховенства права; равенства всех граждан перед законом; индивидуальных и коллективных свобод; прав на участие в свободных, заслуживающих доверия и демократических политических процессах; и соблюдения принципа разделения властей, включая защиту независимости судебной системы и эффективности парламентов».
Декларация о демократии, политическом, экономическом и корпоративном управлении также обязала государств-участников создать Африканский Механизм Коллегиального Обзора (АМКО) для содействия соблюдению и выполнению его обязательств. На встрече на высшем уровне в Дурбане был принят документ, определяющий этапы коллегиального обзора и принципы, в соответствии с которыми должен действовать АМКО; на совещании в Абудже в марте 2003 года были приняты дополнительные основные документы, включая меморандум о взаимопонимании, который должен быть подписан правительствами, желающими провести коллегиальный обзор.

## Структура
В состав HSGIC, которому отчитывается Секретариат НЕПАД, вошли по три государства от каждого региона Африканского Союза. Было решено проводить собрания HSGIC несколько раз в год для предоставления докладов Ассамблее глав государств и правительств АС.
Также был создан руководящий комитет, состоящий из 20 государств-членов АС, для надзора за разработкой политики, программ и проектов — он должен был отчитываться перед HSGIC.
Многие отдельные африканские государства также создали национальные структуры НЕПАД, отвечающие за связь с континентальными инициативами по экономическим реформам и программам развития.
Секретариат расположен в Мидранде (ЮАР).

## Программы
НЕПАД выбрала для себя восемь приоритетных областей: политическое, экономическое и корпоративное управление; сельское хозяйство; инфраструктура; образование; здравоохранение; наука и техника; доступ на рынки и туризм; и окружающая среда.
В течение первых нескольких лет своего существования главной задачей Секретариата НЕПАД и его основных сторонников была популяризация ключевых принципов НЕПАД, а также разработка планов действий по каждому из секторальных приоритетов. С самого начала деятельности НЕПАД укреплял партнерские отношения с международными финансовыми учреждениями в области развития, включая Всемирный банк, Большую восьмёрку, Европейскую комиссию, ЭКА ООН и другие, а также с частным сектором.